# 알바루 3세
알바로 3세(Alvaro III, 본명(本名)은 음비카 아야 음팡구 니미 루케니 루아 음벰바 알바로 음비키 아 음판주(Mbika-aya-Mpangu Nimi Lukeni lua Mvemba Álvaro Mbiki a Mpanzu), 1583년 ~ 1622년 5월 4일)는 17세기 콩고 왕국 군왕 겸 로앙고 군주국 군왕이었다.

## 생애
그는 알바로 1세의 슬하 3남 2녀 가운데 서삼남(庶三男)이자 막내로 출생하였으며 불과 네살바기 시절에 부왕(父王)을 여읜 이후 서른 살 위 이복 적형 알바로 2세의 보살핌을 받으며 성장하였고 1614년 8월 9일, 이복 적형 알바로 2세가 붕어 후 4살 많은 이복 조카 베르나르도 2세가 콩고 왕국 군왕 겸 로앙고 군주국 군왕 즉위하는 것을 목도하였으며 생전 왕위에 있던 시절 병약한데다가 후사가 없었던 이복 조카 베르나르도 2세로부터 1615년 7월 20일을 기하여 군왕(君王)의 나이 어린 서출 숙부임데도 불구하고 후계공으로 책립되었고 한 달 후 1615년 8월 24일, 이복 조카 베르나르도 2세가 향년 36세로 붕어하자 그의 보위를 이어 32세로 콩고 왕국 군왕 겸 로앙고 군주국 군왕에 즉위하였다.
그는 슬하에 3남 1녀가 있었지만 그들 가운데 보위 치세에 있던 중 적차남(嫡次男)과 서녀(庶女)가 모두 어려서 병으로 죽은 이후 1621년 9월, 당시 권력욕을 드러내며 세력 규합을 모집 완료한 열한 살 위 이복 서형 피에르 페드로 아폰소 공을 후계공으로 책립하여 연합 군주국 왕실 안정의 입지를 한층 다지었고 이듬해 1622년 5월 4일에 향년 39세로 붕어하였다.

## 가족 및 친척 관계
- 부왕: 알바로 1세
- 이복 적형: 알바로 2세
- 이복 서형: 페드로 2세
- 이복 조카: 베르나르도 2세
- 이복 조카: 가르시아 1세
- 이복 조카: 암브로시오 1세
- 이복 조카: 알바로 4세

## 같이 보기
- 콩고의 군주 목록
- 콩고 왕국